# Palau Corner Spinelli
El Palau Corner Spinelli és un palau de Venècia, situat al barri de San Marco i amb vistes al Gran Canal, davant del Palau Querini Dubois. Sovint es cita com l'emblema de la transició de l'arquitectura gòtica al renaixentista en l'art venecià.

## Història
El palau va ser encarregat per la família Lando: va ser construït en una data incerta, entre el 1480 i el 1490. El 1542 va ser venuda, a causa de la desastrosa situació econòmica de la família Lando i en particular de Pietro Lando, arquebisbe de Candia. Va passar a la família Corner, que va confiar a Michele Sanmicheli i Giorgio Vasari la tasca de modernitzar l'interior de l'edifici. Es va conservar la façana, mentre que es va reconstruir tota la part posterior. Les intervencions interiors es poden rastrejar fins al nou estil clàssic: ús de columnes i arcs de mig punt, a més de la inserció de xemeneies a totes les habitacions principals. Una peculiaritat és que el dormitori de l'inquilí, Giovanni Cornaro, té daurades les parts de fusta.
De 1740 a 1810 la mansió va ser llogada a la família Spinelli: més tard, va ser comprada per la família Cornoldi. El 1850 va passar a ser propietat de la ballarina Maria Taglioni, que també posseïa el Palau Giustinian Lolin, el Palau Barzizza i el Ca' d'Oro.

## Descripció

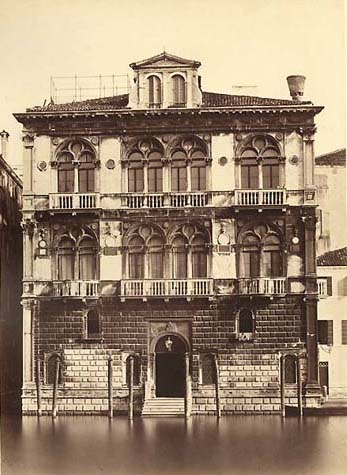
L'edifici en una fotografia del segle XIX

El Palau Corner Spinelli és un exemple de la transició de les formes gòtiques, predominants a Venècia fins al segle XV, a les noves línies renaixentistes, que, concretament, recorden les del contemporani Ca' Vendramin Calergi.
La façana que dona al canal és simètrica, oberta a les plantes principals per quatre finestres bífores d'arc de mig punt per planta i dividides per cordons, que destaquen els tres nivells dels quals es compon l'edifici. Elements peculiars de l'arquitectura d'aquest edifici són les finestres en forma de pera, que divideixen els dos forats de les finestres bífores i els dos balcons laterals trilobulats de la primera planta noble d'estil gòtic.
A la planta baixa, la superfície exterior està embellida amb rústica, amb un portal d'arc de mig punt al centre. A l'interior del palau es conserva una xemeneia del segle XVI, obra de Jacopo Sansovino.